# ستاينوفتسي
ستاينوفتسي (بالبلغارية: Стайновци)‏ قرية تقع إدارياً ضمن تريافنا في بلغاريا. تعتمد ستاينوفتسي للبريد على الرمز البريدي 5350 وللاتصالات على رمز الاتصال الهاتفي المحلي 06158.